# پا (شهر)

پا شهری در شهرستان پا در استان باله در بورکینافاسوی جنوبی است و جمعیت آن ۸۶۴۹ نفر است.